# Джаафарабад (Марказі)
Джаафарабад (перс. جعفراباد) — село в Ірані, у дегестані Таразнагід, у Центральному бахші, шагрестані Саве остану Марказі. За даними перепису 2006 року, його населення становило 88 осіб, що проживали у складі 25 сімей.

## Клімат
Середня річна температура становить 17,24 °C, середня максимальна – 35,93 °C, а середня мінімальна – -4,25 °C. Середня річна кількість опадів – 241 мм.
| Клімат поселення                              | Клімат поселення | Клімат поселення | Клімат поселення | Клімат поселення | Клімат поселення | Клімат поселення | Клімат поселення | Клімат поселення | Клімат поселення | Клімат поселення | Клімат поселення | Клімат поселення | Клімат поселення |
| Показник                                      | Січ.             | Лют.             | Бер.             | Квіт.            | Трав.            | Черв.            | Лип.             | Серп.            | Вер.             | Жовт.            | Лист.            | Груд.            |                  |
| Середній максимум, °C                         | 12,26            | 14,51            | 18,45            | 25,15            | 30,19            | 35,12            | 35,93            | 35,37            | 31,39            | 24,62            | 17,98            | 12,09            |                  |
| Середня температура, °C                       | 4,00             | 6,26             | 10,19            | 16,90            | 21,94            | 26,87            | 29,83            | 29,26            | 25,28            | 18,52            | 11,87            | 5,98             |                  |
| Середній мінімум, °C                          | −4,25            | −1,99            | 1,94             | 8,64             | 13,68            | 18,61            | 23,74            | 23,16            | 19,18            | 12,42            | 5,78             | −0,12            |                  |
| Норма опадів, мм                              | 35               | 34               | 43               | 29               | 21               | 4                | 1                | 1                | 1                | 14               | 23               | 35               |                  |
| Середньомісячна швидкість вітру, м/с          | 1.56             | 2.10             | 2.86             | 3.10             | 3.01             | 2.80             | 2.90             | 2.78             | 2.38             | 2.18             | 1.81             | 1.47             |                  |
| Середньомісячна сонячна радіація, кДж/м²·день | 9347             | 12070            | 14511            | 18175            | 22042            | 26122            | 25754            | 23532            | 20024            | 14783            | 10936            | 8837             |                  |
| --------------------------------------------- | ---------------- | ---------------- | ---------------- | ---------------- | ---------------- | ---------------- | ---------------- | ---------------- | ---------------- | ---------------- | ---------------- | ---------------- | ---------------- |
| Джерело:                                      |                  |                  |                  |                  |                  |                  |                  |                  |                  |                  |                  |                  |                  |